# Torre Vella de cal Pons
La Torre Vella de cal Pons és un edifici de finals del segle xix, que fou residència dels amos de la colònia tèxtil de Cal Pons. Se'n desconeix l'arquitecte, però sembla versemblant atribuir-lo, juntament amb la Torre Nova, a algun dels que van treballar per a la família: Josep Torres i Argullol, autor de l'església de la colònia, o Alexandre Soler i March, autor de la casa Heribert Pons a la Rambla de Catalunya de Barcelona.

## Història
Fou construïda poc abans de 1885, tot i que no se'n coneix amb exactitud la data. Anomenada la Torre Vella de Cal Pons perquè es va construir uns anys abans que la Torre Nova (del 1897). Les dues torres, ubicades dins el jardí monumental de la colònia, juntament amb l'església, al final d'aquest jardi, constitueixen els edificis més emblemàtics -per la seva espectacularitat- de la colònia. A més de la seva funció evident, servien per marcar la distinció de l'estatus dels seus propietaris, davant dels seus obrers i davant dels forans.
El primer propietari fou Josep Pons i Enrich fundador de la colònia. A la mort d'aquest, l'any 1893, el succeí el seu hereu, Ignasi Pons, el qual morí tres anys més tard. El seu germà i segon fill del fundador, Lluís G. Pons i Enrich, el qual fou el següent propietari, feu construir la Torre nova.

## Descripció
És un edifici massís però esvelt, amb un marcat cos central a manera de torre, construït a la mateixa època de la fàbrica de cal Pons i els pisos de la colònia. La planta és quadrada amb un cos que sobresurt en alçat i en planta. Consta de 225 m² repartits en els dos pisos, golfes i soterrani. La façana principal dona a migdia i té una doble escalinata que condueix a l'entrada, feta volta catalana, molt generalitzada a Catalunya des de mitjans del segle xix, amb els tres pisos de rajoles. A ponent hi ha l'entrada a nivell del carrer. L'estil de l'edifici és l'eclecticisme i l'historicisme, que es manifesta amb la decoració de les motllures de les finestres, amb forma neogoticitzants.
L'exterior és totalment arrebossat i els únics elements decoratius es redueixen als marcs de portes i finestres, que són de totxo. A l'interior les parets són decorades amb sanefes geomètriques, mentre que als sostres s'hi troba una sèrie de temes vegetals de guix.